# HD18346
HD18346 — хімічно пекулярна зоря спектрального класу A2, що має видиму зоряну величину в смузі V приблизно  7,7.
Вона  розташована на відстані близько 662,9 світлових років від Сонця.